# Hajsza egy gyilkos után
A Hajsza egy gyilkos után (eredeti cím: Midnight in the Switchgrass) 2021-ben bemutatott amerikai bűnügyi thriller, amelyet Alan Horsnail forgatókönyvéből Randall Emmett rendezett, rendezői debütálásaként. A főbb szerepekben Megan Fox, Bruce Willis (2022-es visszavonulása előtti utolsó filmszerepében), Emile Hirsch, Lukas Haas, Colson Baker és Lydia Hull látható.
A filmet 2021. július 23-án mutatta be a Lionsgate, általánosságban negatív véleményeket kapott a kritikusoktól. 

## Cselekmény
Karl Helter FBI-ügynök és társa, Rebecca Lombardo közel járnak ahhoz, hogy lebuktassanak egy szexkereskedelemmel foglalkozó hálózatot. Amikor rájönnek, hogy nyomozásuk egy brutális sorozatgyilkos útját keresztezi, összefognak Byron Crawforddal, a floridai bűnüldözési hivatal ügynökével, aki már évek óta dolgozik az ügyön. Amikor a célpont elrabolja Rebeccát és az élete forog kockán, Byronnak csak néhány órája van arra, hogy összegyűjtse az utolsó nyomokat és megoldja az ügyet.

## Szereplők
| Szerep                    | Színész            | Magyar hang         |
| ------------------------- | ------------------ | ------------------- |
| Rebecca Lombardo          | Megan Fox          | Solecki Janka       |
| Byron Crawford            | Emile Hirsch       | Czető Roland        |
| Karl Helter               | Bruce Willis       | Sörös Sándor        |
| Peter                     | Lukas Haas         | Dévai Balázs        |
| Calvin                    | Machine Gun Kelly  | Moser Károly        |
| Heather                   | Sistine Stallone   | Bartók Borcsa       |
| Yarbrough nyomozó         | Michael Beach      | Barabás Kiss Zoltán |
| Tracey Lee                | Caitlin Carmichael | Hermann Lilla       |
| Gyanúsított / Magas férfi | Alec Monopoly      |                     |
| Ms. Georgia Kellogg       | Welker White       |                     |
| Suzanna                   | Jackie Cruz        |                     |

## A film készítése
2020. január 22-én bejelentették, hogy Randall Emmett filmproducer rendezőként debütál a filmben, a főszerepet pedig Emile Hirsch játssza. Megan Fox és Bruce Willis február 16-án csatlakozott a stábhoz, a forgatás március 9-én kezdődik a Florida állambeli Pensacolában. 2020. március 12-én Lukas Haas, Colson Baker, Sistine Stallone, Caitlin Carmichael, Michael Beach, Welker White, Alec Monopoly és Jackie Cruz csatlakozott a film szereplőgárdájához. Március 16-án a film forgatását a Covid-19 világjárvány miatt leállították. A forgatás június 29-én folytatódott.

## Bemutató
Világpremierje 2021. június 13-án volt a Tampa Theatre-ben, ahol a Gasparilla Nemzetközi Filmfesztivál zárófilmje volt. A vetítésen jelen volt Randall Emmett, Alan Horsnail, Timothy C. Sullivan, Lukas Haas, Emile Hirsch, Caitlin Carmichael és Katalina Viteri is. A vetítést 40 perces kérdezz-felelek követte Tyler Martinolich vezetésével.
A filmet később, 2021. július 23-án mutatta be a mozikban a Lionsgate. Megan Fox nem vett részt a film Los Angeles-i premierjén a COVID-19 járvánnyal kapcsolatos aggodalmakra hivatkozva. Machine Gun Kelly nem válaszolt, de a Twitteren megemlítette, hogy amikor nem nyilatkozik egy filmről, az azért van, mert az pocsék lett. Válaszul Emile Hirsch egy képernyőfotót posztolt Machine Gun Kelly tweetjéről az Instagramon: "Itt határozottan nem értünk egyet, Colson!" [Machine Gun Kelly] Minden tiszteletem a tiétek, srácok – különösen azért, mert te és Megan olyan ki**ott nagyszerűek vagytok ebben a filmben".

## Díjak és jelölések
| Év   | Day             | Kategória                                              | Jelölt(ek)   | Eredmény    | Forr.         |
| ---- | --------------- | ------------------------------------------------------ | ------------ | ----------- | ------------- |
| 2022 | Arany Málna-díj | Arany Málna díj a legrosszabb női főszereplőnek        | Megan Fox    | Jelölve     | [ 12 ] [ 13 ] |
| 2022 | Arany Málna-díj | Bruce Willis legrosszabb alakítása egy 2021-es filmben | Bruce Willis | Visszavonva | [ 12 ] [ 13 ] |

Bruce Willisnek eredetileg saját kategóriát terveztek a 42. Arany Málna-gálán. A színész betegsége és kényszerű visszavonulása miatt azonban ezt a kategóriát méltányossági okokból megszüntették.

## Fordítás
- Ez a szócikk részben vagy egészben  a   Midnight in the Switchgrass című angol Wikipédia-szócikk fordításán alapul.  Az eredeti cikk szerkesztőit annak laptörténete sorolja fel. Ez a jelzés csupán a megfogalmazás eredetét és a szerzői jogokat jelzi, nem szolgál a cikkben szereplő információk forrásmegjelöléseként.